# Pablo Arias
Luis Pablo Arias, más conocido como Pablo Arias (Buenos Aires, 28 de enero de 1992), es un actor argentino. Comenzó a estudiar teatro a los cinco años.

## Biografía
Dio sus primeros pasos haciendo publicidad y en televisión participó en distintos programas como: Siempre listos (2002),
Dr. Amor (personaje Teo, 2003), Los simuladores (personaje Mr. Tic Tac, 2003), Rincón de luz (2003),
Guinzburg & Kids (personaje Guinzburgcito, 2003), 
La niñera (2004),
Mosca & Smith (2004),
Dibujando una hora (2004-2005),
Casados con hijos (2005),
Dibujando la tarde (2004-2005), 
Chicos.ar, en Canal 7 donde fue actor y conductor con Thelma Fardín, Brenda Asnicar y Juanchi Macedonio. Allí se destacó realizando diversos personajes como Don Zoilo, el Negro Falucho, Corporale, Mozo de Un cortado chico, el Valet Real, Doctor Zito, etc.(2005) ¿Quién es el jefe? (2005),
''Alma pirata (2006),
Chiquititas sin fin (2006),
Chicos argentinos, en Canal 7 con Brenda Asnicar, por lo que fueron nominados a los Premios Martín Fierro como mejor programa infantil. Luego con Lucía Ocampo (2006-2007), 
Feria de ciencias en la TV Pública, nominado a los premios Fund TV, con Lucía Ocampo. (2007-2009)
A los 9 años participó en  Pequeños Fantasmas, obra de teatro con Osvaldo Santoro, con el personaje Rodolfo Lascano, dir. Manuel González Gil. (2002)
Fronterizos,  obra de teatro con Sebastian Morgodoy y Esteban Meloni, dir. Maruja Bustamante (2002-2004)
Todos quieren ser estrellas, obra de teatro con Brenda Asnicar y P. Caballero (2006)
Jugar a partir, con Genaro Mitre y Leonid Barynin (2011)
A los 10 años actuó en la película Apasionados, como San Martín, dir. J.M. Jusid (2002). También realizó varios cortos y la película Solos en la ciudad, como Kevin, con Sabrina Garciarena y Felipe Colombo, dirigida por Diego Corsini. (2009)
Además estudió coreografías, hip hop,  piloto profesional de karting, practicó karate, boxeo y recibió entrenamiento actoral con la coach Mónica Bruni.
Realizó la telenovela Dance!, la fuerza del corazón, de Patricia Maldonado, en Canal 10 de Uruguay, con su personaje Ciro. (2011)
Participó en la obra Sol de Noche en el Teatro Nacional Cervantes con Rita Terranova, Ingrid Pelicori y Emma Ledo, escrita por Cristina Escofet y dirigida por Francisco Javier. (2012-2013) Realizó una gira por el interior del país. (abril-mayo de 2013). Gira nacional (marzo-mayo de 2014)
Participó en Historias de corazón, en "Un amor de Suegra", con Virginia Lago, Héctor Díaz, Silvina Bosco, José Luis Rodríguez y Mario Alarcón. Personaje: Fede.(marzo de 2013)
Participó en  Señales con Micaela Riera, Santiago Ramundo y Federico Coates, prod. Yair Dori. Personaje: Javier(2013-2014)
Participó en la obra Intenta no pensar en osos polares, de Fernando Casado, dirigido por Paula Etchebehere, con Santiago Magariños y Mimí Rodríguez, en C. C. San Martín (noviembre de 2015)
Realizó el Master Class de Carl Ford, técnica de Susan Batson, Paseo La Plaza (mayo de 2016)
Participó en la obra La Astilla, dirigido por Silvia Bayle, Fundación Sagai (2016)
Está cursando la Licenciatura en Artes Audiovisuales en Universidad Nacional de las Artes.
Participó en el Festival BARS en el corto El Silencio de los impíos dirigido por Juan Rodríguez (2017)

## Televisión
| Año       | Programa                      | Personaje     | Cadena      |
| --------- | ----------------------------- | ------------- | ----------- |
| 2002      | Siempre listos                |               | Canal Trece |
| 2003      | Los Simuladores               | Mr. Tic Tac   | Telefe      |
| 2003      | Dr. Amor                      | Teo           | Canal Trece |
| 2003      | Rincón de luz                 |               | Canal 9     |
| 2003      | Guinzburg & Kids              | Guinzburgcito | Telefe      |
| 2004      | La niñera                     |               | Telefe      |
| 2004      | Mosca & Smith                 |               | Telefe      |
| 2004-2005 | Dibujando la tarde            |               | Canal 7     |
| 2004-2005 | Dibujando un ahora            |               | Canal 7     |
| 2005      | Casados con hijos             |               | Telefe      |
| 2005      | ¿Quién es el jefe?            |               | Telefe      |
| 2005      | Chicos.ar                     |               | Canal 7     |
| 2006      | Alma pirata                   |               | Telefe      |
| 2006      | Chiquititas sin fin           |               | Telefe      |
| 2006-2007 | Chicos argentinos             |               | TV Pública  |
| 2007-2009 | Feria de ciencias             |               | TV Pública  |
| 2011      | Dance!, la fuerza del corazón | Ciro          | Canal 10    |
| 2013      | Historias de corazón          | Fede          | Telefe      |
| 2013-2014 | Señales                       | Javier        | TV Pública  |

## Teatro
| Año       | Obra                              | Personaje       |
| --------- | --------------------------------- | --------------- |
| 2002      | Pequeños fantasmas                | Rodolfo Lascano |
| 2002-2004 | Fronterizos                       |                 |
| 2006      | Todos quieren ser estrellas       |                 |
| 2011      | Jugar a partir                    |                 |
| 2012-2013 | Sol de noche                      |                 |
| 2015      | Intenta no pensar en osos polares |                 |
| 2016      | La astilla                        |                 |

## Películas
| Año  | Película           | Personaje  |
| ---- | ------------------ | ---------- |
| 2002 | Apasionados        | San Martín |
| 2009 | Solos en la ciudad | Kevin      |